# Маршьен, Андре де
Андре́ де Маршье́н, или Андре́ Дюбуа, он же Андре́ас Сильвиус или Андреас Аншенский (фр. André de Marchiennes, или André Dubois, нидерл. Andreas van Marchiennes, лат. Andreas Sylvius, или Andreas Aquicinctinus; около 1115 или 1116 — 27 января 1202) — французский хронист, монах-бенедиктинец из аббатства Сен-Совёр д’Аншен в Пеканкуре в графстве Эно (совр. франц. департамент Нор), автор «Краткой истории деяний и престолонаследия королей франков» и др. исторических и генеалогических сочинений. 

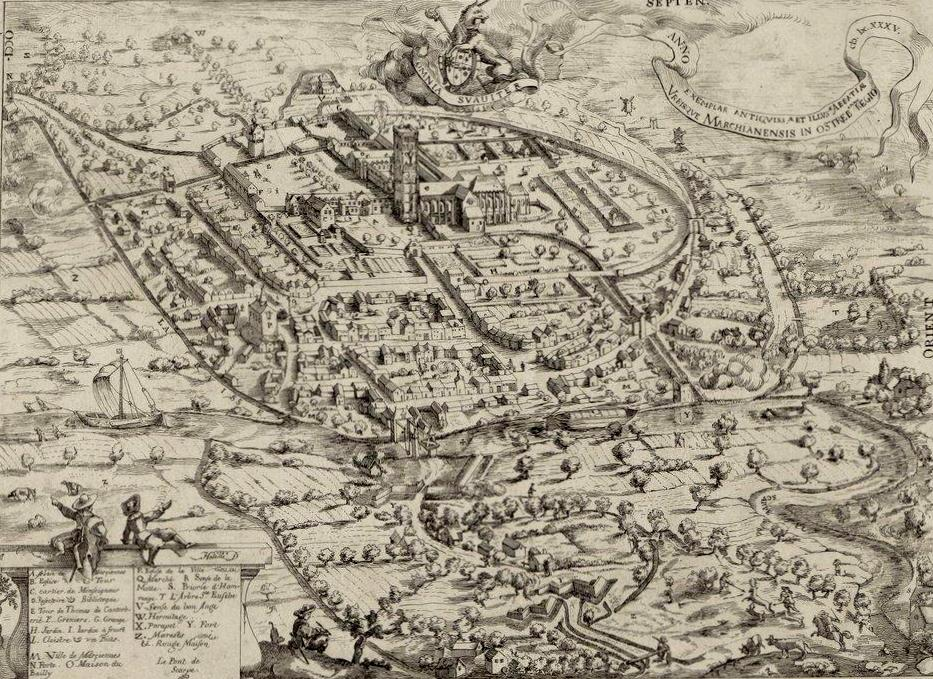
Анонимный план г. Маршьена с аббатством Святой Риктруды и Святого Петра (1635)

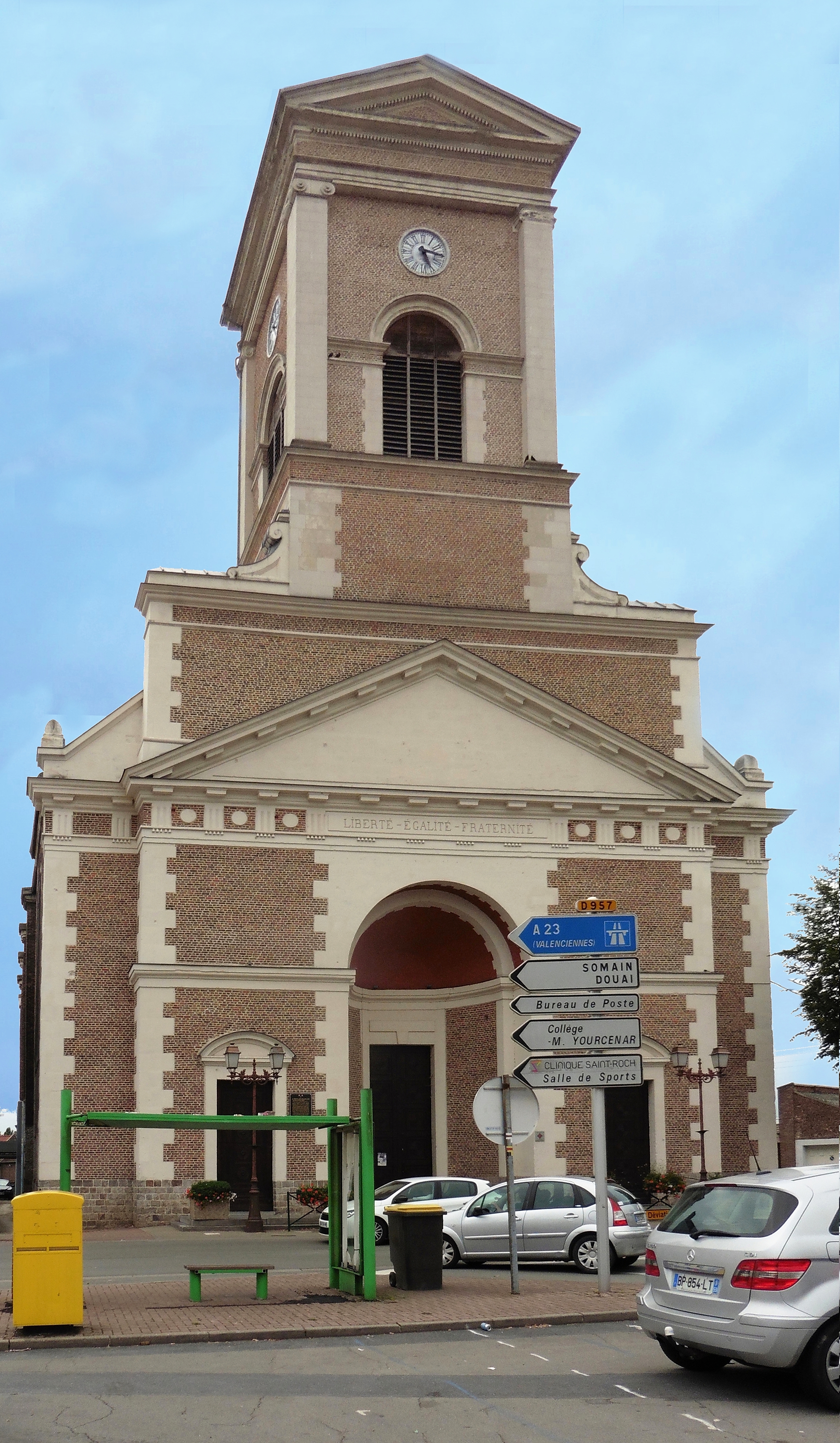
Церковь Св. Риктруды в Маршьене. Кон. XII — нач. XIII в.

## Жизнь и труды
Происхождение неизвестно, возможно, носил фамилию Дюбуа (фр. Dubois), годом рождения, на основании его собственных указаний, считается 1115-й или 1116 год. Вероятно, ещё в молодости вступил в орден бенедиктинцев, приняв постриг в одном из монастырей в графстве Геннегау, где изучал латынь и др. науки.
В годы правления графа Эно Бодуэна V (1171—1195) был монахом аббатства Сен-Совёр д’Аншен (Св. Спасителя на острове Аншен) в Пеканкуре, исполняя обязанности приора аббатства Св. Риктруды и Св. Петра в Маршьене (департамент Нор). Умер не ранее февраля 1196 года, когда закончил свою летопись, возможно, 27 января 1202 года.
Между 1184 и 1196 годами составил по просьбе Пьера I, епископа Аррасского (1184—1203), латинскую хронику под заглавием «Краткая история деяний и престолонаследия королей франков» (лат. Historia succincta de gestis et successione regum francorum). Впервые во французской средневековой историографии каждая из трёх её книг была посвящена отдельной династии королей Франции: Меровингам, Каролингам и Капетингам.
Это компилятивное сочинение, охватывающее период с легендарных времён до 1194 года, содержит немало генеалогических мифов, изложенных с целью обоснования древности происхождения как французских королей, так и графов Геннегау, род которых возводился ко временам Карла Великого, и как источник представляет ценность лишь начиная с 1136 года, в заключительной части, содержащей сведения по истории графств Эно, Артуа и Фландрии, существенно дополняющих свидетельства современных хронистов, в частности, капеллана графа Бодуэна V Жильбера из Монса. Основными источниками Андре де Маршьену послужили «Анналы королевства франков» (около 830 г.), «Бертинские анналы» (кон. IX в.), «Маршьенские анналы» (нач. X в.), «Всемирная хроника» Сигеберта из Жамблу (нач. XII в.), а также анналы Аншенского аббатства. При этом, если для составления хроники своего монастыря он мог пользоваться хранившимися в нём документами, делая, подобно своим современникам, записи на «карточках», т. е. отрывках пергамента, для работы над историей королей Франции никакими архивными материалами он не располагал.
«Краткая история королей франков» пользовалась известностью у современников. В начале XIII века она дополнена была до 1212 года анонимным продолжателем из Маршьенского аббатства, а позже настоятелем аббатства Сен-Медар д'Андре Гийомом д'Андре (1207—1234), включившим её в хронику своей обители.
Известно около 20 рукописей хроники Андре де Маршьена из собрания муниципальной библиотеки Дуэ, куда одна из них попала после снесения аббатства Св. Риктруды и Св. Петра в Маршьене в 1792 году в ходе Французской революции, а также городских библиотек Арраса, Валанса и Национальной библиотеки Франции (MS BnF lat. 6570). В 1633 году учёный монах из Маршьенского аббатства Рафаэль де Бошан напечатал её в Дуэ под заглавием «Синопсис истории франков со времён Меровингов», сопроводив собственными предисловием, примечаниями, комментариями и приложениями. Во второй половине XVII века историк и библиотекарь Сен-Жерменского аббатства, монах-бенедиктинец из конгрегации Св. Мавра Люк д'Ашери включил её текст, вместе с хроникой Гийома д'Андре, в свой сборник «Spicilegium sive collectio veterum aliquot scriplorum qui in Galliae bibliothecis» (1655—1677).
Также Андре де Маршьен является предполагаемым автором «Аншенской генеалогии» (лат. Genealogiae Aquicinctinae, 1182—1184), содержащей легендарное родословие графов Эно и графов Фландрии, «Маршьенского политикума» (лат. Poleticum Marchianense), а также «Аншенского продолжения хроники Сигеберта из Жамблу» (лат. Continuatio Aquicinctina Sigeberti Gemblacensis) с 1149 по 1201 год. Ему также приписывают агиографическое сочинение «Чудеса Святой Риктруды» (лат. Miracula sanctae Rictrudis, 1174), рукопись которого хранится в муниципальной библиотеке Валанса. Менее вероятно, хотя и возможно, его участие в составлении хроники Маршьенского аббатства (лат. Chronicon Marchianense), составленной между 1199 и 1202 годами и опубликованной в 1643 году историком Валери Андре в Bibliotheca Belgica.

## Издания
- Historiae Franco-Merouingicae synopsis, seu, Historia succincta, de gestis, et successione regum Francorum, qui Merouingi sunt dicti, a R.P. domno Andrea Silvio, regii Marcianensis coenobii magno priore, ante annos circiter 433. conscripta, et a dn. Willelmo abbate Andernensi, aliisque chronologis 2. anonymis continuata, nunc... opera R. P... Raphaelis de Beauchamps. — Duaci Catuacorum: apud P. Bogardum, 1633. — pp. 557–885.
- Compilation et réinvention à la fin du douzième siècle. Andre de Marchiennes, Ie Chronicon Marchianense et l’histoire primitive d’une abbaye bénédictine. Édition et critique des sources par Steven Vanderputten // Sacris Erudiri. Journal of Late Antique and Medieval Christianity. — Volume 42. — Turnhout: Brepols, 2003. — pp. 403–436. — ISBN 2-503-51431-6.